# José Sanmartín Esplugues
José Sanmartín Esplugues (Valencia, 17 de marzo de 1948-Valencia, 19 de agosto de 2020) fue un filósofo y escritor español cuyas aportaciones se han realizado en el área de las relaciones entre ciencia, tecnología y sociedad, y en los estudios sobre violencia. Rector de la Universidad Internacional de Valencia (UIV) y conseller de Trabajo y Asuntos Sociales del Gobierno valenciano (1995-1997). Fue director del Centro Reina Sofía para el estudio de la violencia.

## Biografía
Cursó el bachillerato en el Instituto Luis Vives de su ciudad natal y estudios universitarios de filosofía (1965-1970) en la Universidad de Valencia. Se especializó en lógica y teoría de la ciencia. 
En enero de 1975 se incorporó como becario de investigación de la Fundación Alexander von Humboldt al departamento dirigido por Christian Thiel (Escuela de Erlangen) en la Universidad Técnica de Aquisgrán. Durante su estancia en Alemania, aunque dedicado a la investigación de la teoría constructiva de modelos para sistemas axiomáticos de conjuntos, tomó contacto con grupos interesados en tecnologías biológicas y comenzó sus trabajos sobre filosofía de la biología.
En 1984 obtuvo por concurso-oposición la cátedra de filosofía de la ciencia de la Universidad de Valencia. En 1985, junto con Manuel Medina (Universidad de Barcelona), Nicanor Ursúa (Universidad del País Vasco), Esteban Requena, José A. López Cerezo y José L. Luján (Universidad de Valencia), fundó el instituto INVESCIT, pionero en los estudios sobre CTS (Ciencia, Tecnología y Sociedad) en España. Entre 1986 y 1989 realizó diversas estancias de investigación en el Instituto Max Planck de Fisiología de la Conducta, donde tomó contacto con I. Eibl-Eibesfeldt y W. Schieffenhövel. En 1987 publicó su libro Los Nuevos Redentores, en un momento en el que la ingeniería genética iniciaba sus primeros pasos por el camino del diagnóstico génico y la terapia génica. En este libro -tomando como base las interacciones entre agresividad, violencia y las nuevas tecnologías génicas- reflexionaba sobre los riesgos éticos, sociales y medioambientales de la aplicación de estas tecnologías al ser humano y la necesidad de plantearse una evaluación social de las mismas previa a su desarrollo e implantación.  Amplió estas reflexiones en múltiples publicaciones, entre las que destaca Tecnología y futuro humano (1990) y, más recientemente, "Técnica y ser humano" (2017) y "Crítica de la razón cruel" (2018).
Entre 1991 y 1994 compaginó estas investigaciones con la dirección de un proyecto TEMPUS sobre evaluación social de tecnologías en Hungría y Checoslovaquia. En 1995 salió elegido diputado en las Cortes Valencianas por el Partido Popular y nombrado Conseller de Trabajo y Asuntos Sociales de la Generalitat Valenciana (1995-1997) bajo la presidencia de Eduardo Zaplana. Fue el único Conseller cesado en la crisis de gobierno de 1997. Desde 1997 hasta 2009 ocupó el cargo de Director del Centro Reina Sofía para el estudio de la violencia. A sus preocupaciones acerca de la ingeniería genética respecto de una posible mejora del ser humano (siempre en relación con la agresividad-violencia)  añadió sus investigaciones sobre las tecnologías de la información y comunicación, en las que descubrió grandes potencialidades para la enseñanza en línea. A este respecto, desarrolló una metodología audiovisual e interactiva que tuvo la ocasión de aplicar en la Universidad Internacional Valenciana, de la que fue el primer rector, entre los años 2008 y 2011. En 2014 renunció a su cátedra en la Universidad de Valencia y  se incorporó a la UCV "San Vicente Mártir" para llevar a cabo -por encomienda del Rectorado- tareas de promoción de la investigación y proyectos estratégicos en línea con la mencionada enseñanza en línea, estudios de grado-postgrado y coordinación de monografías y revistas en Filosofía. En estos últimos años, junto con José Alfredo Peris Cancio, ha desarrollado -ya jubilado- un amplio programa de investigación sobre personalismo fílmico en las obras de La Cava, Leisen, McCarey y Capra.

## Obra
Tras una fase inicial dedicado a la investigación y publicación en Teoría de Conjuntos y de Modelos, ha orientado su actividad hacia tres áreas bien definidas, en las que se ha caracterizado por impulsar y desarrollar proyectos pioneros: 
- Ciencia, tecnología y sociedad.

En línea con los planteamientos críticos de la Society for Philosophy of Technology (de la que fue Vicepresidente y Presidente en 1995), ha investigado sobre todo la diferencia entre técnica y tecnología, y la aplicación de la tecnología -en particular, de la ingeniería genética- al ser humano, habiendo desarrollado a este respecto diversas iniciativas en el marco de un programa de evaluación social. 
Desde un punto de vista filosófico, ha estado influido por las ideas de Ortega y Gasset sobre las interacciones entre ser humano y técnica, aunque ni admite la caracterización orteguiana del ser humano como ser menesteroso -un callejón biológico sin salida- y su percepción de la naturaleza como un elemento hostil. 
- Biología, psicología y sociología de la agresividad y de la violencia.

En este último ámbito, ha tratado de clarificar las diferencias entre la agresividad (reacción ante determinados estímulos) y la violencia (acción u omisión intencional y dañina), investigando las bases neurobiológicas que subyacen a una y otra así como las interacciones entre dichas bases e inputs ambientales. En el año 2000 publicó su libro La violencia y sus claves, que, incorporado en 2013 a la Colección QUINTAESENCIA de la editorial Ariel -una Colección de Pequeñas Obras Maestras-, se ha convertido en un long-seller, habiendo sido reeeditado y actualizado seis veces hasta 2016. 
Además, ha realizado estudios muy citados sobre maltrato infantil, violencia contra la mujer y terrorismo. 
Actualmente ha ampliado su esfera de investigación a la violencia económico-financiera.
- Filosofía y cine: Personalismo fílmico

Esta línea de investigación ha tenido como soporte principal la web de transferencia del conocimiento en filosofía, Sección Filosofía y Cine, de la Red de Investigaciones Filosóficas SCIO , en la que se han publicado artículos sobre La Cava, Leisen, McCarey y Capra. El número de artículos sobre Capra supera la cifra de 50, constituyendo así el estudio más amplio existente sobre este director de cine. Estos artículos se han recogido asimismo en los siguientes libros:
Sanmartín Esplugues, J., & Peris-Cancio, J.-A. (2017a). Cuadernos de Filosofía y Cine 01. Leo McCarey y Gregory La Cava. Valencia: Universidad Católica de Valencia San Vicente Mártir.
Sanmartín Esplugues, J., & Peris-Cancio, J.-A. (2017b). Cuadernos de Filosofía y Cine 02. Principios personalistas en la filmografía de Frank Capra. Valencia: Universidad Católica de Valencia San Vicnte Mártir.
Sanmartín Esplugues, J., & Peris-Cancio, J.-A. (2019a). Cuadernos de Filosofía y Cine 03. La plenitud del personalismo fílmico en la filmografía de Frank Capra (I). De Mr. Deeds Goes to Town (1936) a Mr. Smith Goes to Washington (1939). Valencia: Universidad Católica de Valencia San Vicente Mártir.
Sanmartín Esplugues, J., & Peris-Cancio, J.-A. (2019b). Cuadernos de Filosofía y Cine 04. La plenitud del personalismo fílmico en la filmografía de Frank Capra (II). De Meet John Doe (1941) a It´s a Wonderful Life (1946). Valencia: Universidad Católica de Valencia San Vicente Mártir.
Sanmartín Esplugues, J., & Peris-Cancio, J.-A. (2019c). Cuadernos de Filosofía y Cine 05. Elementos personalistas y comunitarios en la filmografía de Mitchell Leisen desde sus inicios hasta "Midnight" (1939). Valencia: Universidad Católica de Valencia San Vicente Mártir.
Finalmente, cabe destacar que José Sanmartín Esplugues es un defensor a ultranza de la existencia de una naturaleza humana, una de cuyas características cruciales es para él la compasión. En línea con esta tesis ha analizado críticamente las bases culturales de la generación de la doctrina del ser humano como naturalmente egoísta, doctrina al servicio de ideologías economicistas que, particularmente en las últimas décadas, han tratado de minar la necesidad y la credibilidad de la filosofía como reflexión radical, promoviendo su consiguiente desaparición del curriculum educativo.
Además de su producción científica sobre los temas acabados de citar, José Sanmartín Esplugues ha promovido diversas iniciativas sociales en defensa, en particular, de los derechos de la mujer y del menor. Así, en 1996 fundó los Centros Mujer 24 horas, dedicados a dispensar ayuda integral a la mujer víctima de violencia de género, institución pionera en España.

## Nombramientos
- 1991-1993. Vicepresidente de European Inter-university Association on Society, Science and Technology (ESST).
- 1993-1995. Vicepresidente y Presidente de The Society for Philosophy and Technology(SPT).
- 1995-1997. Conseller de Trabajo y Asuntos Sociales de la Generalitat Valenciana. Diputado Cortes Valencianas por el Partido Popular.
- 1997-2009. Director del Centro Reina Sofía para el Estudio de la Violencia.
- 1998-2001. Director de la Sede de la Universidad Internacional Menéndez Pelayo (UIMP) en Valencia.
- 2007-. Miembro del Pleno del Observatorio Estatal de la Convivencia Escolar como personalidad de reconocido prestigio.
- 2008-2011. Rector de la Universidad Internacional Valenciana (Universidad en línea, actualmente propiedad del Grupo Planeta)
- 2014-. Miembro Honorario del Centro de Estudios Filosóficos, Políticos y Sociales "Vicente Lombardo Toledano", dependiente de la Secretaría de Educación Pública del Gobierno de México y codirector de la revista Ludus vitalis.

## Lista de libros de autor por orden cronológico
- 1977. Una introducción constructiva a la teoría de modelos. Madrid: Tecnos. ISBN 84-309- 0700-9.
- 1983. Filosofía de la ciencia. Valencia: Rubio Esteban. ISBN 84-7559-011-X.
- 1987. Los nuevos redentores. Barcelona: Anthropos. ISBN 84-7658-056-8.
- 1990. Tecnología y futuro humano. Barcelona: Anthropos. ISBN 84-7658-253-6.
- 2000. La violencia y sus claves. Barcelona: Ariel. ISBN 84-344-4454-2.
- 2002. La mente de los violentos. Barcelona: Ariel. ISBN 84-344-1244-6.
- 2005. El terrorista. Barcelona: Ariel. ISBN 84-344-4462-3.
- 2008. El enemigo en casa. Barcelona: Nabla. ISBN 978-84-92461-11-0.
- 2013. El exceso de excluir la razón. Reflexiones para una historia de la filosofía de la ciencia. México: Centro Lombardo. ISBN 978-607-466-060-9.
- 2013. La violencia y sus claves [Sexta edición actualizada].Barcelona: Ariel Quintaesencia. ISBN 978-84-344-0722-0
- 2015. Bancarrota moral. Violencia político-financiera y resiliencia ciudadana. Barcelona: Sello Editorial. ISBN 978-84-15132-12-7.

## Lista de libros y números monográficos de revista como coordinador
- 1987. La sociedad naturalizada. Genética y conducta. Valencia: Tirant lo Blanch.
- 1990. Ciencia, Tecnología y Sociedad. Barcelona: Anthropos. ISBN 84-7658-223-4.
- 1991. Gen-Etica: el impacto social de la ingeniería genética humana. Madrid: Arbor. ISSN 0210-1963.
- 1992. New Worlds, New Technologies, New Issues. London and Toronto: Associated Univ. Presses. ISBN 0-934223-24-6.
- 1992. Estudios sobre sociedad y tecnología. Barcelona: Anthropos.
- 1994. Superando fronteras. Barcelona: Anthropos.
- 1997. Violence: From Biology to Society. Ámsterdam: Elsevier. ISBN 0 444 82572X.
- 1998. Violencia, televisión y cine. Barcelona: Ariel. ISBN 84-344-7465-4.
- 1999. Violencia contra niños. Barcelona: Ariel.
- 2000. Violencia y psicopatía. Barcelona: Ariel. ISBN 84-344-7470-0  [2001.Violence and Psychopathy. New York: Kluwer Academic. ISBN 0-306-46669-4]
- 2004. El laberinto de la violencia. Barcelona: Ariel. ISBN 84-344-7475-1.
- 2006. ¿Qué es esa cosa llamada violencia? México: Diario de Campo.  Archivado el 14 de agosto de 2017 en Wayback Machine.
- 2007. Los escenarios de la violencia. Barcelona: Ariel. ISBN 978-84-344-7484-0.
- 2010. Reflexiones sobre la violencia. México: siglo XXI.ISBN 978-607-03-0173-5.
- 2014. La filosofía desde la ciencia (coord. juntamente con Raúl Gutiérrez Lombardo). México: Centro Lombardo Toledano. ISBN 978-607-466-067-8.
- 2017. Técnica y ser humano (coord. juntamente con Raúl Gutiérrez Lombardo). México: Centro Lombardo Toledano. ISBN 978-607-466-093-7.

## Lista de informes de los que ha sido (co)autor
- La ciudad de Valencia ante la violencia contra la mujer en la pareja, Serie Documentos del Centro Reina Sofía, n.º 7, 2005.
- Costes de la violencia de género en las relaciones de pareja, Serie Documentos del Centro Reina Sofía, n.º 10, 2007.
- Problemas de conducta en escolares,  Archivado el 4 de marzo de 2016 en Wayback Machine. Serie Documentos del Centro Reina Sofía, n.º. 12, 2007.

## Lista de informes de los que ha sido director
- Ética y Televisión, Serie Documentos del Centro Reina Sofía, n°. 1, 1998.
- Maltrato Infantil en la familia. España (1997-1998), Serie Documentos del Centro Reina Sofía, n.º. 4, 2002.
- Informe Internacional. Violencia en las relaciones de pareja: estadísticas y legislación, Serie Documentos del Centro Reina Sofía, n°. 5, 2003.
- II Informe Internacional. Violencia en las relaciones de pareja: estadísticas y legislación, Serie Documentos del Centro Reina Sofía, n°. 11, 2006.
- III Informe Internacional. Violencia en las relaciones de pareja: estadísticas y legislación,  Serie Documentos del Centro Reina Sofía, 2010.
- Maltrato infantil en la familia en España,  Ministerio de Sanidad, Política Social e Igualdad, 2011.

## Algunos artículos
- "Somos monos, pero menos". Theoria: Revista de teoría, historia y fundamentos de la ciencia, vol. 2, n.º. 4, 1986-1987 , 157-178.
- (con José A. López Cerezo y Marta González)"Filosofía actual de la ciencia".  Diálogo filosófico, n.º. 29, 1994 , 164-208.
- "La tecnología en la sociedad de fin de siglo". Teorema: Revista internacional de filosofía, vol. 17, n.º. 3, 1998,71-86.
- "¿Qué es violencia? Una aproximación al concepto y a la clasificación de la violencia". Daimon, n.º 42, 2007, 9-21.
- "¿Hay violencia justa? Reflexiones sobre la violencia y la justicia basada en los derechos humanos . Daimon, n.º 43, 2008, 7-14.
- "Éticas teleológicas y terrorismo islamista". Isegoria, n.º 46, 2012, 17-47.
- "Claves para entender la violencia en el siglo XXI". Ludus Vitalis, vol. XX, n.º 38, 2012, 145-160.
- "Huyendo de los extremos. Conciliación (Consilience) en la explicación del comportamiento violento humano".Contrastes. Suplemento, n.º 18, 2013, 269-286
- "Ensayo de filosofía impertinente". "SCIO", n.º 10, 2014, 145-166.
- "La técnica y el proceso de humanización. En diálogo con José Ortega y Gasset". "Investigación y Ciencia", n.º 490, julio 2017, 50-51.
- "Crítica de la razón cruel. Breve análisis de los riesgos de una tecnología sin humanismo". "SCIO", n.º 15, noviembre de 2018, 29-61. Archivado el 4 de enero de 2019 en Wayback Machine.

## Sobre José Sanmartín Esplugues
- 1988. José Sanmartín. Filosofía crítica de la ciencia. Revista Anthropos, n.º 82-83.
- Díaz Díaz, Gonzalo (2003). Hombres y documentos de la filosofía española VII. Madrid: Consejo Superior de Investigaciones Científicas. pp. 157-164. ISBN 978-84-00-08145-4. Wikidata Q20814951.
- Perfil  de José Sanmartín Esplugues en Google Scholar.
- Entrevista en .
- 2018.Técnica,Persona y Sociedad. Homenaje al Prof. José Sanmartín Esplugues. SCIO.Revista de Filosofía, n.º 15.  Archivado el 4 de enero de 2019 en Wayback Machine.